# Фотогетеротрофи
Фотогетеротрофи (фототрофні організми) — гетеротрофні організми, які для процесів синтезу органічних сполук із неорганічних використовують енергію світла, а як донора електронів і джерела вуглецю — органічні сполуки.
Займають проміжне положення між хемогетеротрофами і фотоавтотрофами. Їхня питома вага в природі зазвичай мала. Крім того, вони частіше поперемінно входять то в один, то в другий блок, залежно від умов середовища. До фотогетеротрофів відносяться й деякі найпростіші. У цю групу входять пурпурові бактерії, геліобактерії, зелені нитчасті бактерії. З часткою умовності, мабуть, можна зарахувати до них і лишайники, які по суті являють собою симбіотичне співжиття водоростей і грибів.